# Konrád Max Süssner
Konrád Max Süssner (12. května 1650 Ostrov – † po roce 1696) byl sochař a řezbář působící převážně v Drážďanech, nicméně díky svým pracím pro kostel sv. Františka na Starém Městě pražském se řadí i mezi představitele českého barokního sochařství. Šlo o staršího bratra Jeremiáše Süssnera; zatímco však Jeremiáš tvořil ještě pod vlivem „klasicistického barokního proudu“, on sám už reagoval na novou dynamickou italskou formu baroku Giana Lorenza Berniniho.

## Život
Narodil se jako syn Pauluse Süssnera a jeho manželky Anny Christiny v Ostrově (dříve Schlackenwerth). Byl bratrem Jeremiáše Süssnera. Sochařský výcvik získal pravděpodobně u Johana Heinricha Böhma ve Schneebergu. Od roku 1679/80 působil v Drážďanech spolu se svým bratrem jako sochař pro kurfiřtský saský dvůr. V roce 1690 byl jmenován dvorním sochařem na dvoře v Drážďanech. 

## Dílo
Mezi léty 1680-1683 vyzdobil štíty paláce v Grossen Garten v Drážďanech, kde pracoval společně se svým bratrem. V této době též vytvořil pískovcovou dekoraci portálu drážďanské rezidence a to sochy Herkula a Minervy. Dílo bylo zcela zničeno roku 1945. Dále se mezi jeho drážďanské práce řadí socha Turkyně stojící od roku 1866 před jižní fasádou Johannea a pískovcová socha bohyně Vítězství Viktorie pro kašnu náměstí Judenhof. Postava s praporem a vavřínovým věncem byla vytvořena na památku protitureckého tažení polského krále Jana Sobieského, k němuž se připojil i saský kurﬁřt Johann Georg III. v letech 1680-1691. Mezi léty 1688-1690 vyřezal monumentální bohatě pojatý epitaf Andrease Schonbergra, který je zcela vyplněn trofejemi, figurou Viktorie sedící nad lvem a spoutaným Turkem. Epitaf byl učen pro kostel sv. Sofie v Drážďanech.
Spolu se svým bratrem a sochařem Matthäusem Jäckelem vytvořil v letech 1689/90 celkem deset pískovcových soch pro pražský kostel svatého Františka z Assisi (Staré Město). 

### Praha
Po smrti svého bratra se vypravil do Prahy s trojicí hotových soch. Pro tento kostel sám vytvořil postavy sv. Jiří, sv. Kateřiny.
Sv. Jiří s drakem: Štuk, kol. 1690. Nika jihovýchodního pilíře
Sochy sv. Jiří a sv. Martina tvoří typové i kompoziční protějšky. Na rozdíl od Martina socha sv. Jiří zápasícího s drakem představuje ustálený středověký ikonografický typ. Invenční je zde pouze zobrazení Jiřího v rytířské zbroji, která je propracovanější než zbroj sv. Martina. Změna nastala také v zobrazení draka/ďábla, kterého Jiří probodává svým kopím. Oproti původnímu středověkému zpodobení draka umělec dává průchod své fantazii a vytváří svíjející se psovitou příšeru s dlouhým překrouceným krkem, hadovitým ocasem a křídly, zasekávající se dlouhými drápy do soklu podstavce. 5 Sv. Jiří zde má funkci jakéhosi obránce křesťanské víry proti temným silám.
Oproti dynamickému pojetí předchozí sochy se žebrákem je toto dílo více statické. Figura nejeví nijak zvláštní pohybové kreace. Byla zhotovena pouze v mírném předklonu, s pravou rukou v nápřahu ji doplňuje překroucená levá noha. Dvojice soch jižních pilířů lodi tvoří pomyslné srdce ideologie křížovnického řádu.
Sv. Kateřina: Štuk, kol. 1690. Nika nad SZ kaplí Nejsvětějšího srdce Páně.
Socha sv. Kateřiny Alexandrijské stylově vybočuje z desatera štukových ﬁgur výrazně antikizujícím pojetím drapérie. Figura v elegantním postoji se opírá pravou rukou o mučednický symbol rozbitého kola povozu s ostrými hroty, které se podle legendy zázrakem rozskočilo. Pohyb je zde zdůrazněn nikoli samotným postojem sv. Kateřiny, ale zpracováním stékající drapérie v pase převázané motouzem. Figura světice je zobrazena v kontrapostu, levá ruka přidržuje na hrudi část oděvu. Statickým prvkem celé kompozice je hlava na antický způsob. Socha sv. Kateřiny vzniká pod francouzskými vlivy. Pojetím odkazuje k sochařské produkci Girardonova okruhu na dvoře Ludvíka XIV.. Umístění sochy na evangelijní, zároveň „kazatelské“ straně odkazuje na život světice samé. Díky svým argumentačním schopnostem předčila svými ﬁlozoﬁckými úvahami učence císaře Maxentia, a tak je obrátila na víru. Za svou víru však byla později mučena.
Sochy jsou vzrušené dramatickým dějem a ovlivněny radikálním římským barokem. Oproti sochám svého bratra jsou jeho postavy více šroubovitě vytáčené z výklenků, vlající roucha a pohnuté tváře vytvářejí onen dramatický děj. Teprve až Braunovo umění v Praze překoná tuto podivuhodnou míru barokového dynamismu.